# Каруж
Каруж (фр. Carouge) — місто в Швейцарії в кантоні Женева.
До Каруж належить і так званий «Акацієвий квартал» (фр. Quartier Les Acacias).

## Географія
Місто розташоване на південний захід від річки Арв на відстані близько 135 км на південний захід від Берна, 3 км на південний захід від Женеви.
Каруж має площу 2,7 км², з яких на 84,9 % дозволяється будівництво (житлове та будівництво доріг), 4,9 % використовуються в сільськогосподарських цілях, 8,7 % зайнято лісами, 1,5 % не є продуктивними (річки, льодовики або гори).

## Опис і історія
В Каружі, як околиці римського міста Genava (сьогоднішня Женева) існували античні поселення Римської імперії, у тому числі знайдені свідчення існування вулиць, складів, святилищ, майстерень та гарнізону.
Свою назву місто отримало від античного або ранньо-середньовічного перехрестя доріг, оскільки найстаріше згадування місцини у ранньому Середньовіччі було Quadruvium (латинською — «перехрестя»), 1248 року — Carrogium, в 14-му ст. — Quarrouiz або Quarroggi, 1445 року — Quaroggio.
Місто було вдруге засновано в останній чверті 18-го сторіччя сардинськими монархами (Савойський дім), щоб конкурувати з сусідньою Женевою. В 1754 році в місті було 24 будинки, 1772 року — 767 мешканців, через 20 років — 4 672 мешканців. В той час населення Каружа було різноманітне — у 1786 році було 51 % французів, 26,3 % савойців та п'ємонтців, 7,8 % німців, 6,5 % женевців та 5,5 % інших швейцарців.
В 1792 році Каруж ввійшов до Франції, а 1816 року за Туринською угодою був переданий до кантону Женева, тобто Швейцарській Конфедерації.

## Демографія
2019 року в місті мешкало 22 621 особа (+14,5 % порівняно з 2010 роком), іноземців було 37 %. Густота населення становила 8378 осіб/км².
За віковим діапазоном населення розподілялося таким чином: 20,8 % — особи молодші 20 років, 65 % — особи у віці 20—64 років, 14,3 % — особи у віці 65 років та старші. Було 9584 помешкань (у середньому 2,3 особи в помешканні).
Із загальної кількості 25 675 працюючих 19 було зайнятих в первинному секторі, 3704 — в обробній промисловості, 21 952 — в галузі послуг.

## Пам'ятки та цікаві місця
У Каружі є низка культурних об'єктів, які перебувають під захистом «Гаазької конвенції про захист культурних цінностей у випадку збройного конфлікту».

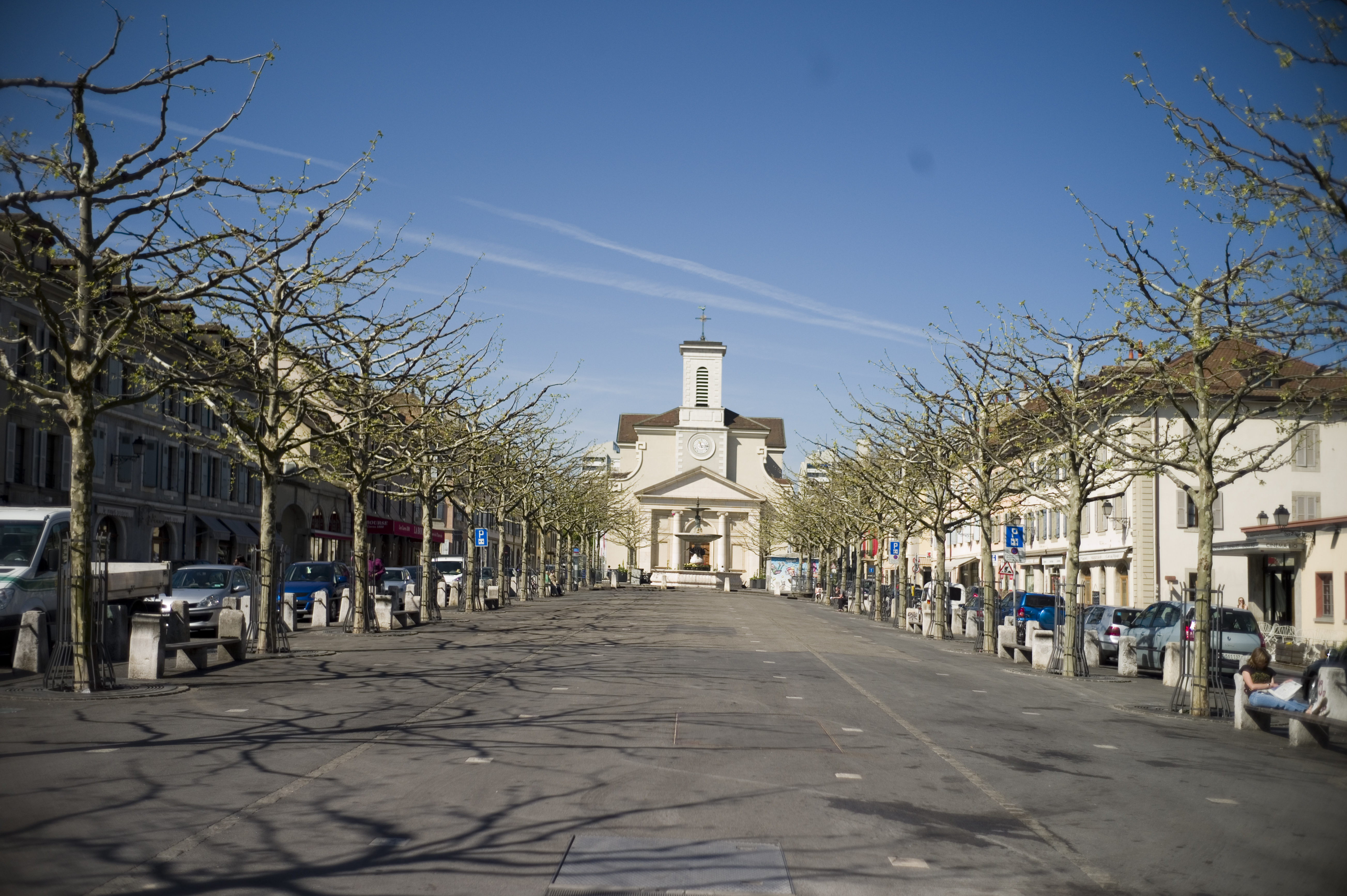
Ринкова площа (фр. Place du Marché)
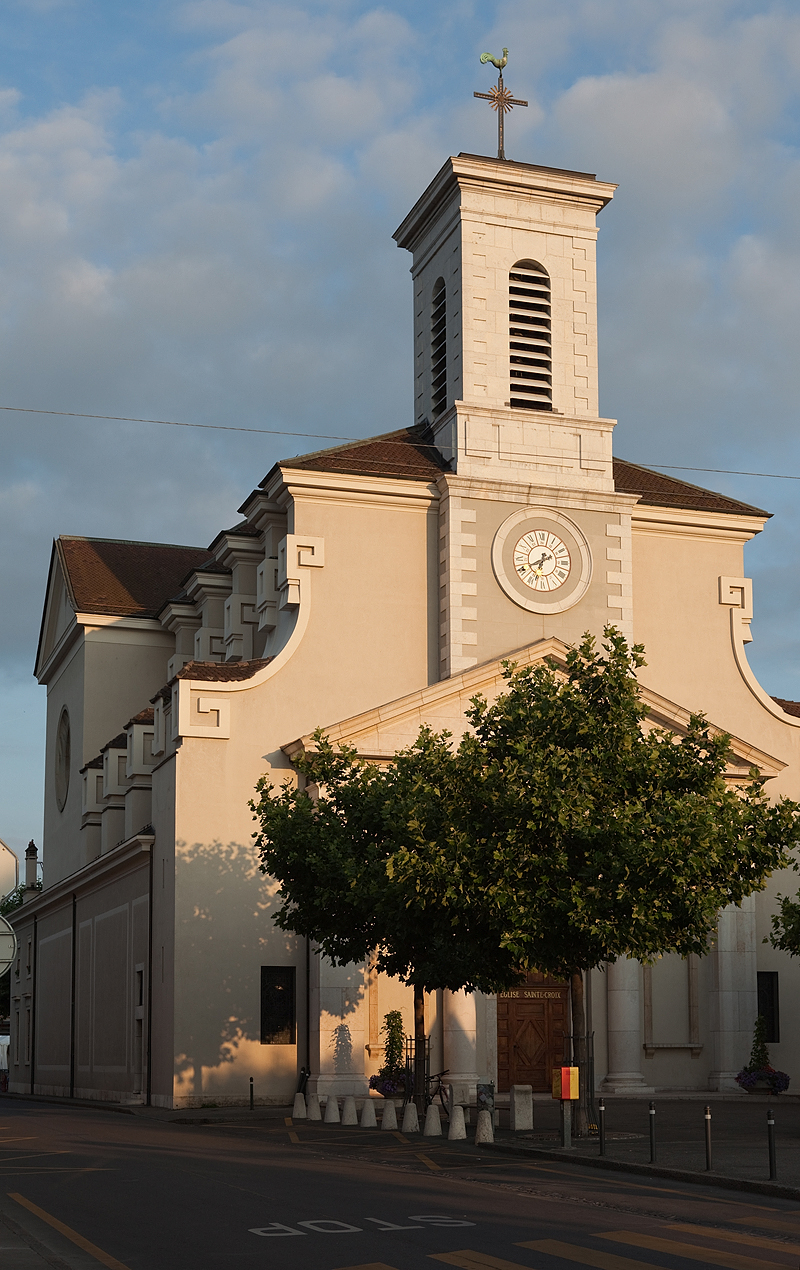
Церква Святого Хреста (фр. Eglise Sainte-Croix)
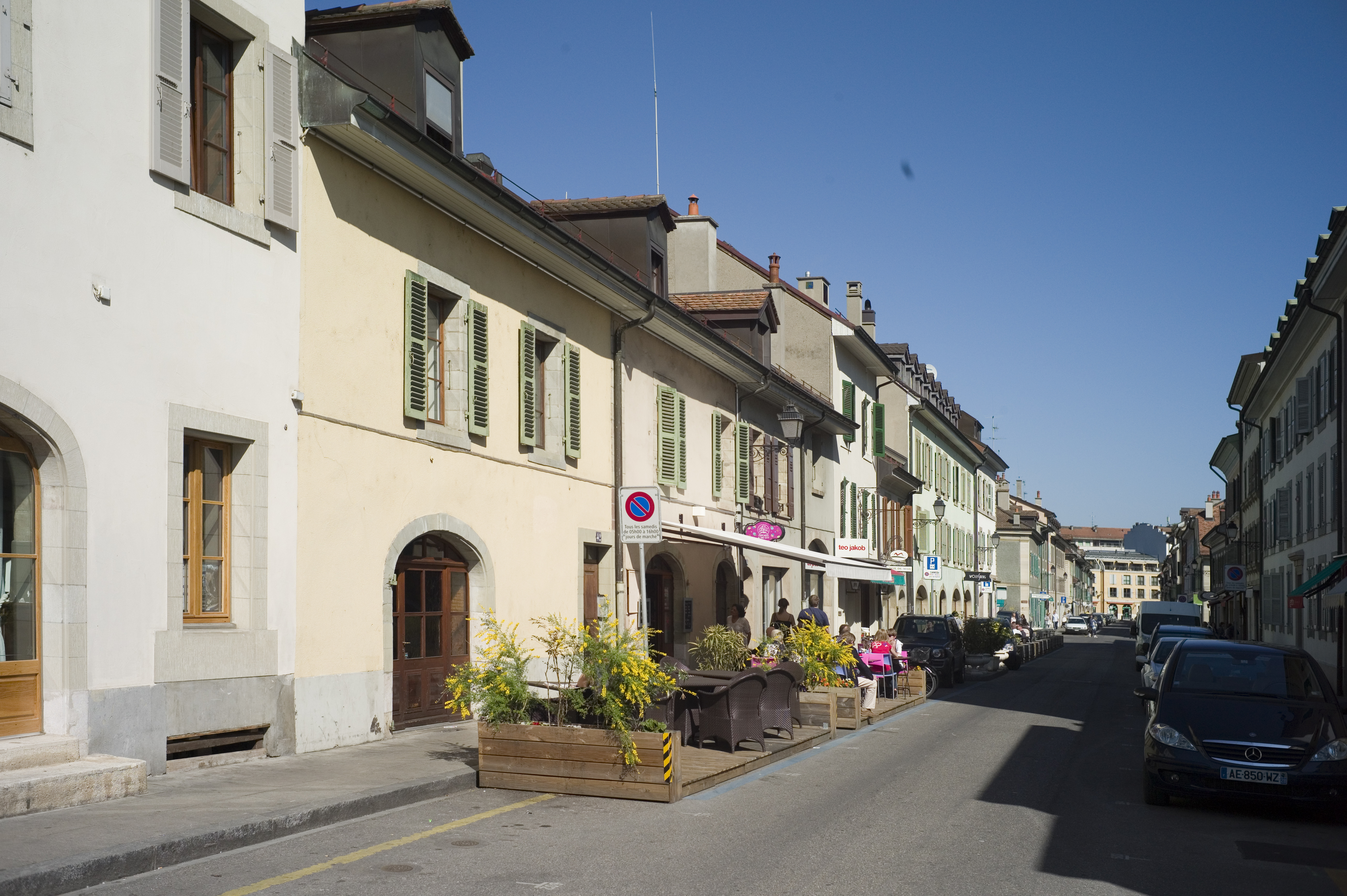
Вулиця Святого Йосипа
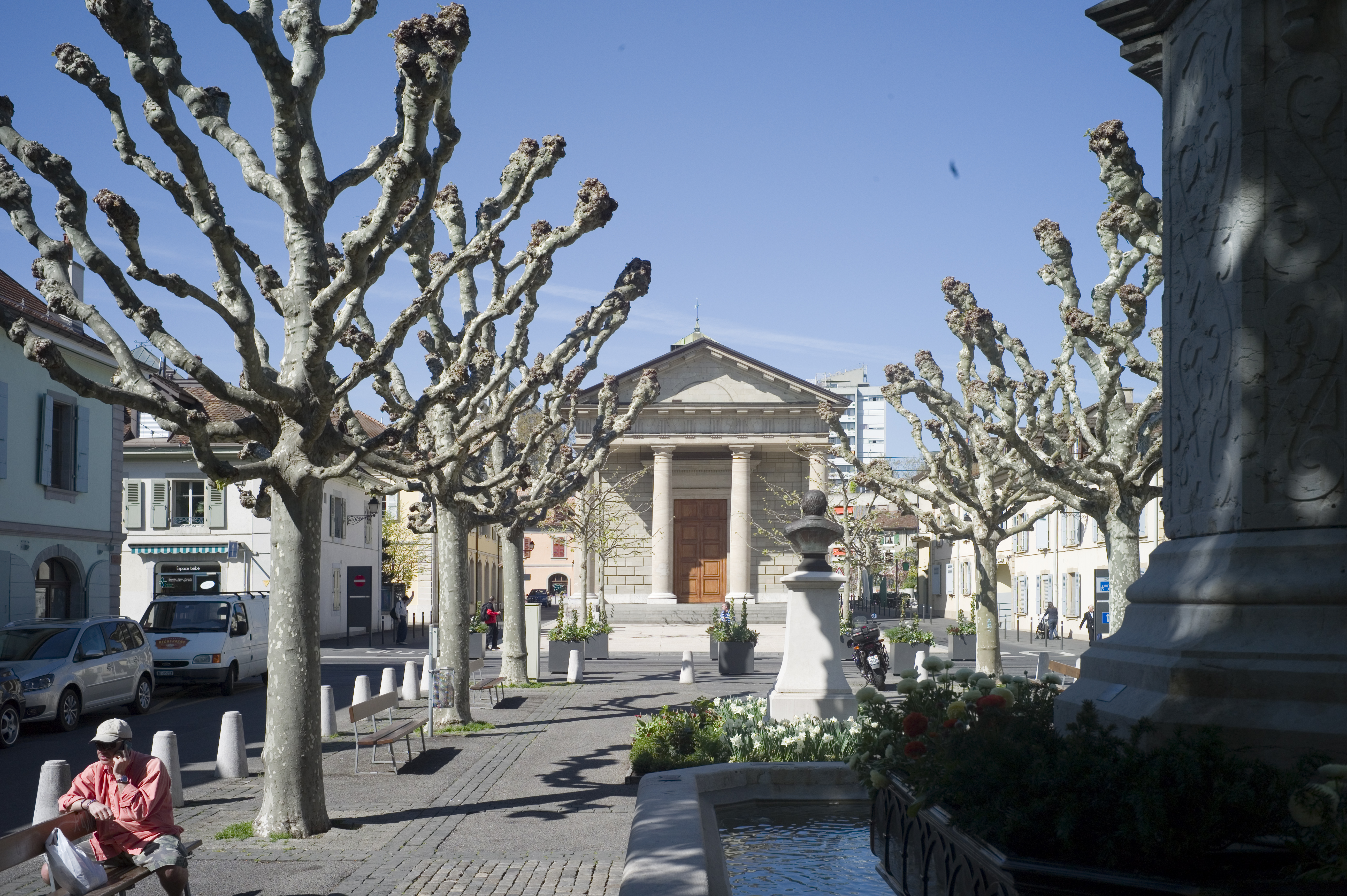
Храмова площа (фр. Place du Temple)
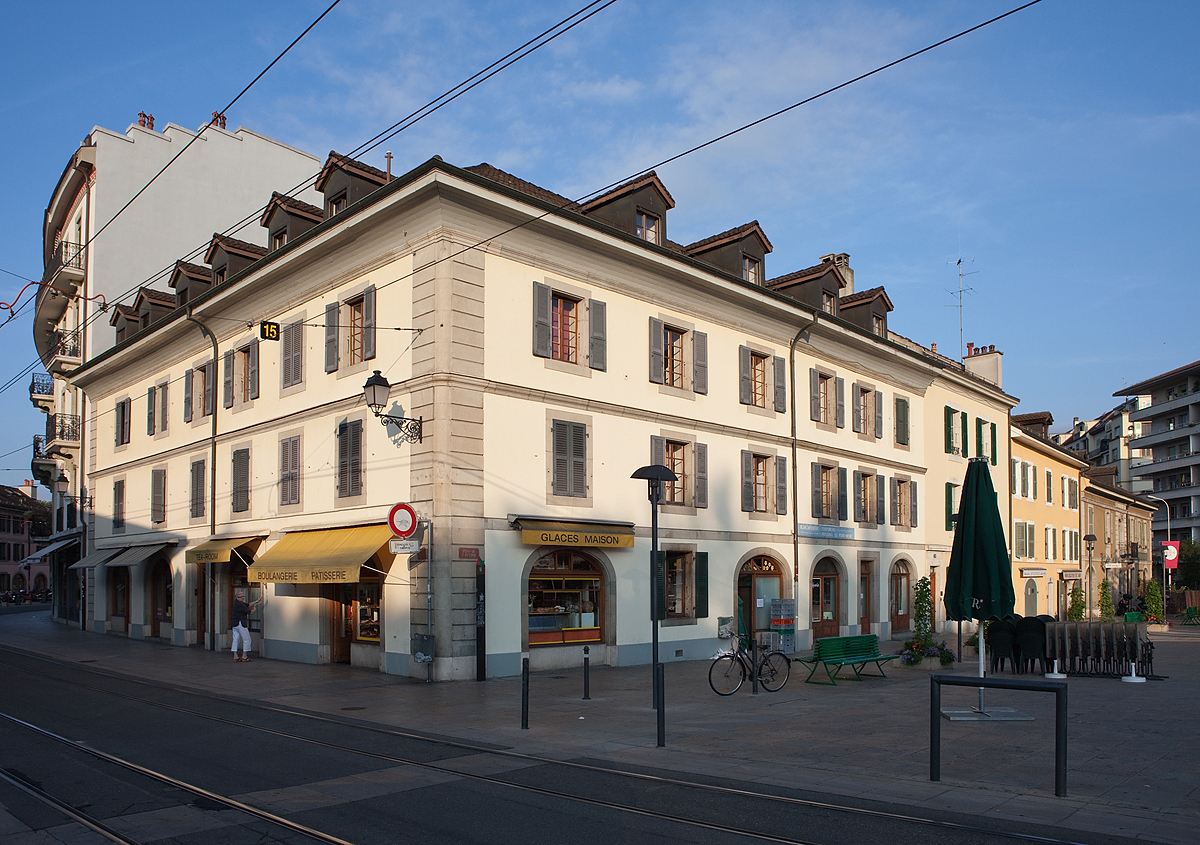
фр. Place de l’Octroi

З огляду на його культурну та богемну сцену, Каруж вважається «Greenwich Village» Женеви.

## Відомі люди
В місті:
- народився польський архітектор Тадеуш Стриєнський;
- був вбитий на дуелі Фердинанд Лассаль.